# The LiUNA!
Das The LiUNA! ist ein Autorennen der NASCAR Xfinity Series, welches jährlich auf dem Las Vegas Motor Speedway in Las Vegas, Nevada ausgetragen wird. Erstmals fand es im Jahre 1997 statt.
Im Jahre 2007 überquerte Kyle Busch auf Platz zwei liegend die Ziellinie rückwärts, nachdem er im Kampf um den Sieg kurz vor dem Ziel den Wagen von Jeff Burton, dem Sieger des Rennens, berührt und die Kontrolle verloren hatte.

## Bisherige Sieger
- 1997: Jeff Green
- 1998: Jimmy Spencer
- 1999: Mark Martin
- 2000: Jeff Burton
- 2001: Todd Bodine
- 2002: Jeff Burton
- 2003: Joe Nemechek
- 2004: Kevin Harvick
- 2005: Mark Martin
- 2006: Kasey Kahne
- 2007: Jeff Burton
- 2008: Mark Martin
- 2009: Greg Biffle
- 2010: Kevin Harvick
- 2011: Mark Martin
- 2012: Ricky Stenhouse jr.
- 2013: Sam Hornish jr.
- 2014: Brad Keselowski
- 2015: Austin Dillon
- 2016: Kyle Busch